# 南羅克艾蘭鎮區 (伊利諾伊州羅克艾蘭縣)
南羅克艾蘭鎮區（英語：South Rock Island Township）是位於美國伊利諾伊州羅克艾蘭縣的一個行政鎮區。

## 地方資料
根據2010年美國人口普查的數據，南羅克艾蘭鎮區的面積為19.40平方千米，當中陸地面積為18.10平方千米，而水域面積為1.30平方千米。當地共有人口18012人，而人口密度為每平方千米928.45人。